# Vicente Yáñez Pinzón
Vicente Yáñez Pinzón (* vor 1463; † 1514) war ein spanischer Seefahrer und Entdecker. 1492 unternahm er als Kapitän der Karavelle Niña zusammen mit Christoph Kolumbus und seinen beiden Brüdern, Martín Alonso Pinzón und Francisco Martín Pinzón, die erste Reise in die neue Welt.
1499 segelte Pinzón zur südamerikanischen Küste. Am 26. Januar 1500 erreichte er die Küste des heutigen Brasiliens, wo er im heutigen Pernambuco an Land ging. Wegen des Vertrages von Tordesillas besaß Spanien keinen Anspruch auf dieses Gebiet, aber Pinzón taufte den Platz Cabo de Santa Maria de la Consolación („Kap der heiligen Maria des Trostes“). Weiterhin entdeckte er eine Mündung des Amazonas und wahrscheinlich auch den Fluss Oiapoque.
1505 wurde Pinzón zum Gouverneur von Puerto Rico ernannt.
Zur 500-Jahr-Feier der Entdeckung Brasiliens errichtete man am 19. November 1999 in Palos de la Frontera ein Denkmal zu seinen Ehren.